# Gálffy Imre
Primor szombatfalvi Gálffy Imre György László (Hidasnémeti, 1894. július 6. – Miskolc, 1957. június 4.) magyar jogász, Miskolc polgármestere.

## Élete
Hidasnémetiben született, primor szombatfalvi Gálffy Ignác neves pedagógus, régész és marcinfai Drisnyei Anna (háromból) második gyermekeként. Jogi tanulmányait Budapesten, a Pázmány Péter Tudományegyetemen végezte, majd belügyminisztériumi tisztviselő és tanácsos lett. 1924-ben feleségül vette etrekarcsai Lukáts Saroltát. A rákövetkező évben megszületett Adorján, majd 1929-ben György fiuk. 1933. november 18-i keltezéssel, minisztere megerősítette székely főnemesi rangját és előnevét (ebben, születési dátumaként július 6. szerepel, talán tévesen). 1940-ben, Miskolcon édesapjától szép villát és egy kis gazdaságot örökölt. 1944. július 12-én Jaross Andor belügyminiszter Miskolc polgármesterévé nevezte ki: „Az 1942. XXII. tc. 3 paragrafusa alapján dr. Gálffy Imre m. kir. belügyminisztériumi miniszteri tanácsosi címmel és jelleggel felruházott miniszteri osztálytanácsos, budapesti lakost Miskolc  thj. városhoz polgármesterré kinevezem.”  Erről ő így nyilatkozott: „Közel harminc esztendeje, hogy a vármegyeháza falai között megkezdhettem közigazgatási pályafutásomat. Visszatértem abba a városba, ahonnan útnak indultam.” 1944 nehéz, háborús év volt, ekkorra már elhurcolták a megyei és városi zsidóságot Auschwitzba, de ingatlanjuk, boltjuk, üzemük még megvolt. Gálffy mértéktartó és szakszerű programbeszédet mondott, éles kontrasztban Borbély-Maczky Emil főispán szélsőséges beszédével.
A városhoz egyre közelebb ért a háborús front, Miskolcot több bombatámadás is érte. 1944. október 16-án, Szálasi hatalomátvétele után a nyilasok hivatalából erőszakkal eltávolították, utódja Demes Béla tanácsos lett. Egy idő után nem működtek a városi hivatalok, megszűnt a vízszolgáltatás, a vasúti forgalom, tíz hidat is felrobbantottak. A nyilasok december elején elmenekültek, azután a város többször is gazdát cserélt, és Gálffy Imre december 3-án visszavette hivatalát. A szovjet város- és körzetparancsnokokkal már ő tárgyalt a továbbiakról. Megalakította a Nemzeti Bizottságot, amely a város vezető, minden pártot egyesítő politikai szerve volt. Tavaszra a közigazgatás már normálisan működött, a város magához csatolta Diósgyőrt, Hejőcsabát és Tapolcát. Gálffy rendkívül sokat vállalt magára a munkából, motorja volt az újjáépítés elindításának. A hároméves, majd az ötéves terv helyi dokumentumait az ő irányításával dolgozták ki. Munkáját kormányzati szinten is elismerték, 1948 januárjában a Magyar Köztársasági Érdemkereszttel tüntették ki. A kommunista rendszer vadhajtásai meg a szigorú munkarend megviselte az egészségét, és 1949. február 1-jén, 55 éves korában szívbetegségre és idegkimerültségre hivatkozva lemondott funkciójáról, s nyugalomba vonult. Az új polgármester Tóth Dezső lett.
A hatalom azonban nem volt hálás neki, előbb államosították a magánvilláját, majd 1952. június 23-án éjszaka rájuk törtek, és feleségével együtt, erőszakkal kitelepítették a hortobágyi Borsós-tanyára. Az éhezés, fagyoskodás, kényszermunka mellett a legnagyobb kín az volt, hogy senkivel, még saját családjukkal sem érintkezhettek. Adorján fiuk is csak veszélyes, kalandos körülmények között látogathatta meg őket karácsonykor pár órára. Csak 1953. szeptember 15-én térhettek haza, több mint 7250 sorstársukkal, amnesztiával. Házukat azonban addigra teljesen kifosztották és feldúlták, úgyhogy csak egy kis szobát tudtak bérelni egyik környékbeli faluban. Gálffy a közélettől teljesen visszavonult, de az 1956-os forradalom alatt, október 30-án városi küldöttség ment érte, s megválasztották a november elején megalakult Miskolc Nemzeti Bizottság elnökévé, titkára Tóth Dezső lett. A forradalom bukása után – az átélt sok viszontagság betegségét elsúlyosbítva –, s bár a számonkérés elkerülte, 1957 júniusában elhunyt. A Deszkatemplom temetőjében helyezték örök nyugalomra a református egyház által fölajánlott sírhelyen.
Miskolc város 2013. évi ünnepén posztumusz díszpolgári címet adományoztak számára.